# ميثاق أوليفوس
ميثاق أوليفوس (بالإسبانية: Pacto de Olivos) يشير إلى سلسلة من الوثائق الموقعة في 17 نوفمبر 1993، بين رئيس الأرجنتين الحاكم كارلوس منعم، والرئيس السابق وزعيم المعارضة راؤول ألفونسين، التي شكلت أساس تعديل دستور الأرجنتين 1994. تم التوقيع على مذكرة التفاهم هذه في المقر الرئاسي الرسمي كينتا دي أوليفوس.

## السياق
كان راؤول ألفونسين رئيس الأرجنتين للاتحاد المدني الراديكالي من 1983 إلى 1989، واستقال خلال أزمة اقتصادية. انتخب كارلوس منعم من حزب العدالة في عام 1989. أنهت خطة التحويل الأزمة الاقتصادية وزادت شعبيته، مما سمح للحزب بالفوز في انتخابات التجديد النصفي لعامي 1991 و1993. كانت فترة الرئاسة ست سنوات، دون إعادة انتخاب. سعى منعم لتغيير ذلك بتعديل دستور الأرجنتين. لهذا سيطلب أغلبية ساحقة من ثلثي مجلسي الكونغرس الأرجنتيني. على الرغم من أن هذا كان خيارًا ممكنًا في مجلس الشيوخ، إلا أنه كان احتمالًا بعيدًا في مجلس النواب. سعى منعم إلى بدائل إبداعية لذلك، مثل التقنية القانونية التي تقتضي أن تكون ثلثي المشرعين الحاضرين في الكونجرس أثناء الجلسة بدلاً من ثلثي الهيئة الكاملة (وبالتالي استغلال الظروف التي قد يكون فيها مشرعون معارضون غائبين) وعلق حكام راديكاليون مثل كارلوس مايسترو وهوراسيو ماساتشيسي بأنهم لن يعارضوا أي تعديل تمت الموافقة عليه بهذه الطريقة.

## الشروط المتفق عليها
التقى الوكلاء السياسيون لمنعم وألفونسين سرًا وتفاوضوا على بعض النقاط. التقى الزعيمان شخصيا سرا في 4 نوفمبر 1993. وافق ألفونسين على توجيه المشرعين الراديكاليين لدعم التعديل، والسماح بإعادة انتخاب الرئيس لفترة واحدة. في المقابل وافق حزب منعم على عدد من المقترحات التي قدمها ألفونسين لتقليص النفوذ السياسي للرئيس والحزب السياسي الحاكم. تم تخفيض فترة الرئاسة إلى أربع سنوات. يتألف مجلس الشيوخ من عضوين في مجلس الشيوخ عن الحزب الفائز في كل مقاطعة وعضو واحد للحزب التالي، بدلا من سيناتور المنتصر فقط. سيتم التحكم في القضاة من قبل مجلس القضاء للأمة، وهو هيئة من شأنها أن تضم أعضاء من المعارضة. ستصبح العاصمة بوينس آيرس وهي منطقة اتحادية مع رئيس بلدية يعينه الرئيس، قسمًا إداريًا مستقلًا مع رئيس البلدية المنتخب، كمنطقة تقليدية مناهضة للبيرونيين، كان من المتوقع أن يكون رئيس البلدية متطرفًا.
ومع ذلك لم يقبل منعم التحول إلى نظام شبه رئاسي أو حتى جمهورية برلمانية، على النحو الذي اقترحه ألفونسين. تم تخفيض منصب رئيس الوزراء المقترح إلى منصب رئيس مجلس الوزراء، وهو وزير يتمتع بنفوذ سياسي أعلى من غيره، ولكنه لا يزال أقل من منصب رئيس الوزراء. كزعيم شعبوي رفض منعم التخلي عن النفوذ السياسي للنظام الرئاسي. كما وافق منعم على إدراج نظام الاقتراع، لكن بشروط معقدة.

## النتيجة
وقد بارك الطرفان الاتفاق. وافق الكونجرس عليه في 29 ديسمبر 1993، وأصدرته السلطة التنفيذية في نفس اليوم. دعا هذا إلى إجراء انتخابات في السنوات التالية لأعضاء الجمعية التأسيسية لتعديل 1994 لدستور الأرجنتين. تمت الموافقة على محتويات الاتفاقية، وخاض منعم وفاز بإعادة انتخابه في الانتخابات الرئاسية عام 1995.